# División de Honor Juvenil de Fútbol
De División de Honor is een Spaanse voetbalcompetitie dat door de Liga Nacional de Fútbol Aficionado van de RFEF wordt georganiseerd. De naam van de competitie betekent in het Nederlands "Eredivisie", maar in tegenstelling tot de Nederlandse Eredivisie is de División de Honor niet de hoogste profcompetitie, maar de hoogste jeugdcompetitie. De teams die in deze competitie spelen worden aangeduid als Juvenil A en omvatten spelers van 18 jaar of jonger.

## Geschiedenis
De División de Honor startte in 1986 als een landelijke competitie. Vanwege de hoge reiskosten verlieten verschillende clubs, waaronder Real Madrid, in de loop der jaren de competitie. In 1995 reorganiseerde de RFEF de competitie tot een systeem met zes regionale groepen en een toernooi aan het einde van het seizoen tussen de regionale kampioenen, de Copa de Campeones. In 2006 werd het aantal regionale groepen veranderd van zes tot zeven.

## Opzet División de Honor
De División de Honor omvat zeven regionale groepen met elk zestien clubs. Er wordt een volledige competitie gespeeld, waarin elke club de andere clubs eenmaal thuis en eenmaal uit bespeeld. Het team met de meeste punten is aan het einde van het seizoen kampioen. De zeven regionale kampioenen plaatsen zich voor de Copa de Campeones. De twee hoogst geklasseerde teams plaatsen zich bovendien voor de Copa del Rey Juvenil. De vier laagst geklasseerde teams degraderen naar de Liga Nacional Juvenil.

## Opzet Copa de Campeones
De Copa de Campeones wordt gehouden na afloop van het seizoen van de División de Honor in een jaarlijks wisselende speelstad. Het toernooi omvatte voorheen twee rondes. In de eerste ronde zijn de zeven deelnemende clubs verdeeld in een groep van drie en een groep van vier teams. In iedere groep spelen de clubs eenmaal tegen elkaar en de winnaars van beide groepen spelen de finale. De winnaar van de finale wint uiteindelijk de Copa de Campeones. Later werd het toernooi gespeeld via een knock-out-opzet, waaraan de zeven regionale kampioenen en de beste nummer twee deelnemen.
In 2007 speelden in groep A de jeugdteams van Valencia CF, Antiguoko en Espanyol. In groep B speelden de jeugdteams van UD Las Palmas, Celta de Vigo, Real Madrid en Málaga CF. De finale op 29 april in Málaga ging tussen Valencia CF en Real Madrid. De Juvenil A van Valencia CF won met 3-1.
In 2008 namen de jeugdteams van Real Sociedad, Villarreal CF, Rayo Vallecano, Deportivo de La Coruña, Sevilla FC, UD Las Palmas en RCD Espanyol deel aan de Copa de Campeones. De finale op 11 mei in Madrid werd met 2-1 gewonnen door de Juvenil A van RCD Espanyol ten koste van Villarreal CF.
| Seizoen | Winnaar                          | Verliezend finalist | Uitslag finale |
| ------- | -------------------------------- | ------------------- | -------------- |
| 1995-96 | Deportivo de La Coruña           | Real Madrid         | 2-1            |
| 1996-97 | Real Madrid                      | Sevilla FC          | 2-0            |
| 1997-98 | Real Sociedad                    | Valencia CF         | 2-1            |
| 1998-99 | Real Sociedad                    | Real Madrid         | 0-0 (p. 4-3)   |
| 1999-00 | Real Madrid                      | FC Barcelona        | 4-2            |
| 2000-01 | CA Osasuna                       | Atlético Madrid     | 1-0            |
| 2001-02 | Atlético Madrid                  | Real Zaragoza       | 3-0            |
| 2002-03 | Málaga CF                        | RCD Espanyol        | 2-0            |
| 2003-04 | Sporting Gijón                   | Athletic de Bilbao  | 2-1            |
| 2004-05 | FC Barcelona                     | Sporting Gijón      | 3-1            |
| 2005-06 | Real Madrid                      | Real Valladolid     | 1-0            |
| 2006-07 | Valencia CF                      | Real Madrid         | 2-1            |
| 2007-08 | RCD Espanyol                     | Villarreal CF       | 3-1            |
| 2008-09 | FC Barcelona                     | Celta de Vigo       | 2-0            |
| 2009-10 | Real Madrid                      | Valencia CF         | 3-1            |
| 2010-11 | FC Barcelona                     | Real Madrid         | 3-1            |
| 2011-12 | Sevilla FC                       | RCD Espanyol        | 1-0            |
| 2012-13 | Sevilla FC                       | Celta de Vigo       | 3-2            |
| 2014-15 | Villarreal CF                    | RCD Espanyol        | 3-2            |
| 2015-16 | Málaga CF                        | Sevilla FC          | 1-1 (p. 3-0)   |
| 2016-17 | Real Madrid                      | Málaga CF           | 1-0            |
| 2017-18 | Atlético Madrid                  | Sporting Gijón      | 3-1            |
| 2018-19 | Real Zaragoza                    | Villarreal CF       | 0-0 (p. 7-6)   |
| 2019-20 | niet gehouden ivm covid-pandemie |                     |                |
| 2020-21 | Deportivo de La Coruña           | FC Barcelona        | 3-1            |
| 2021-22 | FC Barcelona                     | Athletic de Bilbao  | 2-0            |
| 2022-23 | Real Madrid                      | Real Betis          | 3-1            |

División de Honor ·
Copa de Campeones ·
Liga Nacional Juvenil ·
Copa del Rey Juvenil